# TBS金曜7時枠の連続ドラマ
TBS金曜7時枠の連続ドラマ（ティービーエスきんようしちじわくのれんぞくドラマ）は、過去5期にわたってTBS系列局が編成していたKRテレビ → TBS製作のテレビドラマ放送枠である。2大特撮シリーズが放送された枠でもある。編成時間は毎週金曜 19:00 - 19:30 （日本標準時）。
この枠の中断期間中や終了後に同じ時間帯に編成されていたアニメ枠については、

## 作品リスト
「テレビ番組年表MAP」調査で追加

### 第1期
- あんみつ姫（中原美紗緒主演版、1960年5月 - 1960年11月） - 月曜19:00枠から移動。
- お嬢さん奮闘記（1960年11月 - 1961年5月）

### 第2期
- ジンタカ・パンチ! （1966年2月4日 - 1966年4月29日）
- やじきた志ん幹線（1966年5月6日 - 1966年11月11日）
- アイアム一等兵（1966年11月18日 - 1967年9月29日） - この作品から海外作品。
- ザ・モンキーズ（1967年10月6日 - 1969年1月31日）
- おかしなおかしな女の子（1969年2月7日 - 1969年6月20日） - この作品まで海外作品。

### 第3期
- 昭和第2期ウルトラシリーズ - この作品までTBS製作。
  - 帰ってきたウルトラマン（1971年4月2日 - 1972年3月31日）
  - ウルトラマンA （1972年4月7日 - 1973年3月30日）
  - ウルトラマンタロウ（1973年4月6日 - 1974年4月5日）
  - ウルトラマンレオ（1974年4月12日 - 1975年3月28日）

### 第4期
- 宇宙鉄人キョーダイン（1976年4月2日 - 1977年3月11日） - この作品から毎日放送製作。
- 大鉄人17 （1977年3月18日 - 1977年11月11日）

### 第5期
- 昭和仮面ライダーシリーズ（第2期）
  - 仮面ライダー (スカイライダー) （1979年10月5日 - 1980年10月10日）
  - 仮面ライダースーパー1 （1980年10月17日 - 1981年3月27日） - ローカルセールス枠（TBSでは土曜7:00枠）へ移動。番組自体は1981年10月3日まで継続。

## 参考資料
- キー局番組編成変遷ひょ〜
- 他[どれ?]

| KRT系列 → TBS系列 金曜19:00枠                                                                        | KRT系列 → TBS系列 金曜19:00枠                              | KRT系列 → TBS系列 金曜19:00枠                                               |
| 前番組                                                                                               | 番組名                                                     | 次番組                                                                      |
| --- | ---------------------------------------------------------- | --------------------------------------------------------------------------- |
| テレビぴよぴよ大学 （1956年4月20日 - 1960年3月25日） ↓ 今宵たのしく ↓ スリーエー誕生                 | TBS金曜7時枠の連続ドラマ （1960年5月 - 1961年5月）         | 百万円Xクイズ                                                               |
| みんなで歌おう! （1962年10月5日 - 1966年1月28日）                                                    | TBS金曜7時枠の連続ドラマ （1966年2月4日 - 1969年6月20日）  | ヒット中継車No.1 （1969年6月27日 - 1970年3月27日）                          |
| キックの鬼 （1970年10月2日 - 1971年3月26日）                                                         | TBS金曜7時枠の連続ドラマ （1971年4月2日 - 1975年3月28日）  | ちびっこアベック歌合戦 （1975年4月4日 - 1975年9月26日） 【NET系列から移行】 |
| クムクム （1975年10月3日 - 1975年11月7日） ↓ わんぱく大昔クムクム （1975年11月14日 - 1976年3月26日） | TBS金曜7時枠の連続ドラマ （1976年4月2日 - 1977年11月11日） | まんが偉人物語 （1977年11月18日 - 1978年9月29日）                           |
| まんがこども文庫 （1978年10月6日 - 1979年9月28日）                                                   | TBS金曜7時枠の連続ドラマ （1979年10月5日 - 1981年3月27日） | 愛の学校クオレ物語 （1981年4月3日 - 1981年9月25日）                         |